# Липча
Липча́  (угор. Lipča) — село в Липчанському старостинському окрузі в Хустській міській громаді в Закарпатській області в Україні. Населення становить 4654 осіб.
офiцiйний сайт с.липча
Найближчі населені пункти Осава, Кривий, Горінчово, Липовець, Кошельово, Іза, Посіч.
Село Липча розташоване за 13,8 км на північний схід від районного центру міста Хуст, фізична відстань до Києва — 552,7 км.
У межах населеного пункту протікає річка Сюрюк (впадає до річки Ріка) та струмок Потець (впадає до річки Ріка).
Між Липчею та Ізою розташована найбільша в Закарпатті оленяча ферма (на 130 північних оленів).

## Географія

### Вулиці
За індексом 90415 є 23 вулиці, які мають 1055 будинки (станом на 02.09.2023 року).
Вулиці із індексом 90415:
1. вул. Посіч.
2. вул. Івана Франка.
3. урочище Полінець.
4. вул. Шевченка.
5. вул. Вайди.
6. вул. Горького.
7. вул. Кірова.
8. вул. Миру.
9. вул. Молодіжна.
10. вул. Августина Волошина.
11. вул. Дружби.
12. вул. Кошевого.
13. вул. Першотравнева.
14. вул. Польова.
15. вул. Пушкіна.
16. вул. Шкільна.
17. вул. Центральна.
18. вул. Борканюка.
19. вул. Гагаріна.
20. вул. Куйбишева.
21. вул. Жовтнева.
22. вул. Учительська.
23. вул. Зарічна.

Джерела:
https://imisto.net/uk/postcodes/index/90415

### Рельєф
На території села Липча переважає рівнинний рельєф, хоча на окремих ділянках територія села досить-таки наближена до гірської. З усіх боків село оточують гори, які мають величезний вплив на його кліматичні і гідрологічні особливості.
Всі форми рельєфу села утворені в антропогенний період. Це пов'язано з тим, що до цього часу на території села було море Тедіти, яке відступило і на території всього Закарпаття відбувалося інтенсивне формування гірських хребтів, які зараз простягаються в північно-західному та південно-західному напрямках. Вони вулканічного походження. Цей масив називають Вигорлат-Гутинський хребет, або Гряда, яка простягається далі на територію Румунії.

### Ґрунти
Ґрунти в селі Липча не належать до родючих. Для підвищення врожайності сільськогосподарських культур в дерново-підзолисті та бурі гірсько-лісові ґрунти необхідно вносити вапно, щоб зменшити кислотність, та добрива.
Загалом природні умови сприятливі для господарської діяльності, рекреації.

### Клімат
У селі Липча клімат м'який, помірно-континентальний. Середня температура липня +20°С, макс +35 °С, січня -4-8 °С, але інколи -25-28 °С. Опади 90-100 мм.
| Клімат Липчі            | Клімат Липчі | Клімат Липчі | Клімат Липчі | Клімат Липчі | Клімат Липчі | Клімат Липчі | Клімат Липчі | Клімат Липчі | Клімат Липчі | Клімат Липчі | Клімат Липчі | Клімат Липчі | Клімат Липчі |
| Показник                | Січ.         | Лют.         | Бер.         | Квіт.        | Трав.        | Черв.        | Лип.         | Серп.        | Вер.         | Жовт.        | Лист.        | Груд.        | Рік          |
| Середній максимум, °C   | 0,3          | 2,6          | 8,5          | 15,2         | 20,4         | 23,3         | 24,9         | 24,5         | 20,6         | 14,9         | 7,5          | 2,3          | 13,8         |
| Середня температура, °C | −3           | −0,9         | 4,0          | 9,9          | 14,7         | 17,7         | 19,2         | 18,7         | 15,0         | 9,8          | 4,1          | −0,4         | 9,1          |
| Середній мінімум, °C    | −6,3         | −4,3         | −0,4         | 4,6          | 9,1          | 12,2         | 13,6         | 13,0         | 9,5          | 4,7          | 0,8          | −3,1         | 4,5          |
| Норма опадів, мм        | 47           | 41           | 42           | 52           | 76           | 96           | 83           | 74           | 49           | 45           | 52           | 62           | 719          |
| ----------------------- | ------------ | ------------ | ------------ | ------------ | ------------ | ------------ | ------------ | ------------ | ------------ | ------------ | ------------ | ------------ | ------------ |
| Джерело:                |              |              |              |              |              |              |              |              |              |              |              |              |              |

Джерела:
Географічна енциклопедія України: [у 3 т.] / редкол.: О. М. Маринич (відповід. ред.) та ін. — К., 1989—1993. — 33 000 екз. — ISBN 5-88500-015-8.

## Історія

### Назва

#### Слово «ліпша»
Одна з легенд твердить, що походження назви села походить від слова «ліпша».
В історичних документах та географічних і військових картах (під час панування на території Закарпаття Австро-Угорської імперії) зустрічалася назва «Ліпша». А з діалектної мови «ліпша» означає «краща».
Ця теорія пов'язана з тим, що село розташоване в Березне-Лігшинській долині, що зумовлює добрі умови для життя людей і господарської діяльності.
За це люди з навколишніх сіл і називали її «ліпшою», адже сусідні населені пункти (Горінчево, Кошельово, Липовець, Липецька Поляна) розташовані на більш гірській місцевості.

#### Перший житель
Друга легенда пов'язує назву села з прізвищем першого поселенця села, а саме з прізвищем Липчей. На даний час це прізвище досить поширене в селі.

#### Дерево Липа
Третя легенда пояснює те, що назва села пов'язана з деревом липою, яке на час заселення території було досить поширене на околиці і взагалі по всій території села.

#### Річка Лишім
Також існує і четверта легенда. Причиною назви села Липча є річечка Лишім (права притока річки Ріка), яка протікає через більшу частину села.

#### Три брати
Відома також легенда про трьох братів, які мандрували в пошуках роботи по нашому краю. Звали їх Липшай, Ізай і Довгай.
Липшай залишився на території села Липча і заснував перші поселення (можливо Липшай — Липчей).
Ізай залишився на території сучасного села Іза (прізвище Ізай так само, як і Липчей дуже поширене в Іза).
Довгай пішов через гірський перевал, бо дуже любив гори і біля ріки Боржава заснував селище, яке перейменували на Довге.

### Попередня назва
1. 1350 рік — Lypche (Mihályi 29).
2. 1383 рік — Lupche (DocVal. 308).
3. 1406 рік — Lipche (Mihályi 139).
4. 1457 рік — Lipse (uo. 401).
5. 1516 рік — Lypche (TT. 1887: 521–2).
6. 1555 рік — Lypczye (Bélay 171).
7. 1725 рік — Lipcse (Revizki).
8. 1773 рік — Lipcse (LexLoc. 134).
9. 1808 рік — Lipcse, Lippse, Lipče (Lipszky: Rep. 381).
10. 1828 рік — Lipcse, Lipsa (Nagy 197).
11. 1838 рік — Lipcse (Schem. 61).
12. 1851 рік — Lipcse (Fényes 3: 28).
13. 1877 рік — Lipcse, Lipsa (Hnt.).
14. 1913 рік — Lipcse (Hnt.).
15. 1925 рік — Lipša.
16. 1930 рік — Lipča (ComMarmUg. 81).
17. 1944 рік — Lipcse, Липча (Hnt.).
18. 1983 рік — Липча (ZO).

### Перша згадка
Перша письмова згадка про село Липча була в 1350 році.

### XV—XVIII століття
Білківські воєводи випросили для себе село Липча та декілька інших сіл у Лайоша Великого у «кенезество» (ленне володіння). При цьому король зобов'язав їх збільшити у цих селах кількість населення.
1449 року Беатріца (дружина Іоана Гуняді) дарувала Дарчою грамотою село Липчу (і також села Кошельово та Горінчово) Іоану та Георгію Білкеєвим (із Білок).
Довгий час село належало магнатському роду Білкеї. Одна гілка родини Білкей оселилася в селі і дістала прізвище Липчей. І згодом перетворилася у аристократичну родину.
Від 1526 року у складі Трансильванського князівства.
Від початку XVIII століття — Австрії (від 1867 — Австро-Угорщина).

### XX століття
Від квітня 1919 року було під владою Румунії.
Восени того ж року відійшло до Чехо — Словаччини.
Від 1938 року під гортист.-угор. окупацією.
12 лютого 1939 року відбулись вибори до Сойм Карпатської України на яких абсолютну більшість голосів виборців (близько 92,4 %) здобули кандидати Українського Національного Об'єднання. У селі Липча, яке належало до округи «Хуст», за УНО проголосували 1805 виборців, проти — 23.

### Українська Радянська Соціалістична Республіка (УРСР)
За часів УРСР в селі Липча був розміщений колгосп ім. О. Борканюка, що займався садівництвом.
Артіль мав 2600 га землі, в тому числі 500 га садів, 1600 га сіножатей, 350 га орної землі. Основні виробничі процеси на фермах були механізовані. Були в наявності й допоміжні галузі виробництва — обплетення бутлів лозою, деревообробка.
У Липчі була середня школа, школа-інтернат санаторного типу на 200 місць, бібліотека, клуб, дільнична лікарня на 25 ліжок.
За роки Радянської влади в селі споруджено 800 будинків. 25 чол. одержало вищу освіту, близько 200 чол.— середню. В сім'ї О. І. Липчея з 10 дітей — 5 здобули вищу освіту, а батько з матір'ю колись були неписьменними, грамоти навчилися в лікнепі.

10 квітня 1919 року в Липчі було створено Раду робітників, селян та солдатів. Партійна організація була створена в 1924 році, її очоливав Ю. Ф. Синевич.
Під керівництвом комуністів селяни Липчі брали участь у голодних походах 30-х років до нотарського управління. За це в 1934 році було засуджено 14 чоловік.
24 жовтня 1944 року Липчу визволено від фашистської окупації, 60 чол. вступили добровольцями до лав Червоної Армії.
Джерела:
- Енциклопедія українознавства: Словникова частина: [в 11 т.] / Наукове товариство імені Шевченка ; гол. ред. проф., д-р Володимир Кубійович. — Париж — Нью-Йорк : Молоде життя, 1955—1995.

### Вузькоколійна залізниця
На початку XX століття функціонувала вузькоколійна залізниця Хуст — Медвежий, яка проходила поблизу села.

## Вірші про село Липча

### Вірш «Липча»
Моє село — окраса України
Це часточка моєї Батьківщини.
Куди не глянь — усе таке чудове –
Ріка і Липша видніють здаля.

Густі ліси, луги квітучі
Поглянь — рівнинні скрізь поля.
Люблю я гори, що Карпати звуться,
озера чисті, є у горах тих.

І ту луну, що в лісі озоветься
І аромат смерічок тих п'янких.
Гніздо лелече, небо веселкове,
тут завжди чую спів я солов'я,

Чи впізнаєш село своє чудове?
Так, Липча рідна це моя!
Це часточка великої держави,
Що Україною зоветься навіки,
Вона завжди жадала гордості і слави,
Яку відстоювали лужні вояки.
Автор Н. Якубець

### Вірш «Липча мого децтва»
На Липицькых Воротах зыйду,
По дамбі пруйдуся пішком…
Колись туй штрека проходила,
Та быв тогды ще дітваком…

Через ріку «колхозне поле»-
Клубніка й огуркы росли
Там разом мы із цімборами,
Ніяк наістись не могли.

Через «копань» — село всьо видко
І центру, і церковный храм,
І млин, і клуб, і соковинный-
Вто пам'ять всьо малює нам…

Сусіду свойих добре тямню:
Рашивського і Дубляку,
Навпроти жиют Кополович,
Ще добре тямню — Лемаку…

У бовт я бігав до «Шкітихы»,-
Вто першый в хыжи магазин.
Сюды усьо село ходило,
А не лишенькы, я один.

До «Дідовця» — руков подати,
« По пуд Волувку» — вто типирь,
У «Каллув» йшов колядовати,
Заходивим у кажду двирь…

Вто всьо ми пам'ять вже малює,
Бо рідко я бываю там.
Та хочу низько ся вклонити,
Знакомым з децтва ми містам…
Автор Попик В. І. 02.12.2017 р.
Джерела:
- https://khust-rda.gov.ua/selo-lipcha-09-31-32-10-10-2018/

## Присілки

### Полінець
Полінець — колишнє село в Україні, в Закарпатській області. Обєднане з селом Липча рішенням облвиконкому Закарпатської області № 155 від 15.04.1967 року. Наявний кар'єр.
Згадки:
1. 1898 рік — Polinecz (Hnt.).
2. 1907 рік — Mezőcske (Hnt.).
3. 1913 рік — Mezőcske (Hnt.).
4. 1944 рік — Polince, Полинце (Hnt.).
5. 1967 рік — Полінець (ZO).

### Завій
Завій — колишнє село в Україні, в Закарпатській області. Об'єднане з селом Липча.
Згадки:
1. 1411 рік — Zowoj.
2. 1458 рік — Zowaij.

### Павлова
Павлова — колишнє село в Україні, в Закарпатській області. Об'єднане з селом Липча.
Згадки:
1. 1898 рік — Paulova.
2. 1904 рік — Pálhegy, Paulova.
3. 1907 рік — Pálhegy.
4. 1913 рік — Pálhegy.
5. 1944 рік — Pavlovo, Павлово.

### Посіч
Посіч — колишнє село в Україні, в Закарпатській області. Об'єднане з селом Липча рішенням облвиконкому Закарпатської області № 155 від 15.04.1967 року.
Згадки:
1. 1898 рік — Poszicska (Hnt.).
2. 1907 рік — Irtás (Hnt.).
3. 1910 рік — Vágás (Pozsics) (Sebestyén 2008: 205).
4. 1941 рік — Posics (Hnt.).

### Каняш
Каняш — колишнє село в Україні, в Закарпатській області. Об'єднане з селом Липча
Згадки:
1. 1898 рік — Kányás.
2. 1907 рік — Kányás.
3. 1913 рік — Kányás.

### Пирявиця
Пирявиця — колишнє село в Україні, в Закарпатській області. Об'єднане з селом Липча.
Згадки:
1. 1898 рік — Pirovicza.
2. 1907 рік — Rigórét.
3. 1911 рік — Vámpírdűlő (Pirjavicza).
4. 1913 рік — Rigórét.
5. 1944 рік — Pirjavica, Пирявица.

## Транспорт
Через село проходить автомобільний шлях територіального значення Т 0712.
На початку XX століття функціонувала вузькоколійна залізниця Хуст — Медвежий, яка проходила поблизу села.[джерело?]

## Населення
Єврейська громада до Другої світової війни
Центр інтерактивного навчання імені Йозефа та Едіт Мінцберг «Знищені громади» (The Josef and Edith Mincberg Destroyed Communities Interactive Learning Center) проводив дослідження з історії єврейської громади в Липчі.
Село Липча за свою історію існування була в етнічно змішаній місцевості, колись населеній групами угорців, українців, словаків та румунів. Серед інших єврейські поселенці жили в цьому районі принаймні з 1600-х років, коли він належав до Угорської монархії. Багато єврейських біженців прибули до Карпатської Русі, тікаючи з Польщі та Україні.
До 1768 року в Ліпчі було нараховано дванадцять євреїв, чисельність яких зросла до 86 до 1830 року та досягла приблизно 260 у 1880 році. Більшість єврейських сімей в Підкарпатській Русі заробляли на життя сільськими професіями, наприклад, вирощували фрукти або розводили вівці. Зазвичай вони розмовляли єврейською мовою їдиш вдома і використовували місцеву мову русинську (споріднену з українською) зі своїми не єврейськими сусідами. Приблизно в 1890-х роках нова хвиля єврейських іммігрантів прибула до Підкарпатської Русі, тікаючивід антисемітського насильства далі на схід.
Замість сільськогосподарських робіт, нещодавно прибулі часто відкривали бізнес, такий як готелі та невеликі магазини. Багатьох звинувачували у несправедливому ціноутворенні, а в 1897 році упереджений урядовий звіт звинуватив євреїв у економічних проблемах регіону. До 1910 року близько 66 000 євреїв проживало в навколишньому повіті Марамарош. Євреї становили приблизно 18 відсотків від загальної кількості населення повіту, який тоді входив до складу Австро- Угорської імперії. Столиця повіту Сігет була місцем народження лауреата Нобелівської премії Елі Візеля. Примітно, що регіон був одним з небагатьох у Європі, позбавлених антиєврейських погромів до цього моменту своєї історії. Після Другої світової війни (1914—1918) Австро-Угорська імперія розпалася, і Липча стала частиною нової держави Чехословаччини. Нова демократична держава визнала євреївнаціональною меншиною.  Протягом 1920-х років дедалі більше єврейських дітей відвідувало державні школи, а не школи з вивченням івриту. У регіоні виник розкол між євреями, які дотримувалися більш традиційних хасидських практик, і тими, хто підтримував сіоністський рух за незалежну єврейську державу. Сем Марковіц, який вижив, згадував, що його родина дотримувалася традиційних православних практик і розмовляла вдома єврейською мовою їдиш. Його батько заробляв на життя кравцем, тоді як інші євреї в громаді працювали фермерами, торговцями або ремісниками. Це відносно мирне, хоч і скромне, існування було зруйноване, коли нацистська Німеччина розформувала чехословацьку державу в березні 1939 року. Липча була анексована Угорщиною, і близько 500 євреїв у селізазнали низки антисемітських заходів. Десятки єврейських чоловіків з Липчі булизалучені на примусові роботи, працюючи на будівельних проектах воєнного часу без належного харчування, ліків чи захисту від холодної погоди. У липні 1941 року десятки тисяч євреїв з Підкарпатської Русі були депортовані до Кам'янця-Подільського на окупованій Німеччиною Україні. Там їх розстріляли та вбили нацистські групи. Після вбивств в Липчі залишилося лише 80 євреїв, що становить менше 15 відсотків довоєнного населення, яке становило понад 540 осіб. Німеччина окупувала Угорщину в березні 1944 року і протягом кількох тижнів впровадила план депортації решти єврейського населення країни до центрів смерті. 12 квітня 1944 року угорська влада в Липчі вкрала мізерне майно євреїв, перш ніж змусити їх відправити до гетто в сусідньому місті. Наступного місяця всіх мешканців гетто депортували до центру смерті Аушвіц-Біркенау. Після війни Липча та навколишній регіон були включені до складу Української Радянської Соціалістичної Республіки. Близько 30 євреїв, які пережили Другу світову війну, повернулися, щоб знайти єврейську громаду свого села знищеною. Більшість емігрувала до інших країн.
Джерела інформації:
- The Josef and Edith Mincberg Destroyed Communities Interactive Learning Center https://hmh.mwmdigital.com/community/55/

- Jewish Gen Sub Carpathian research division https://kehilalinks.jewishgen.org/Lypcha/

Кількість жителів
1910 рік — 3089 осіб. Серед них це 2546 осіб назвали себе румунами, 502 — німцями, 25 — угорцями. Приблизно 2,5 тис. осіб були греко-католиками, приблизно 500 осіб були юдеями.
1989 рік — 3409 осіб. Серед них — 1584 чоловіки та 1825 жіноки.
2001 рік — 3769 осіб.
2015 рік - 4654 особи.[джерело?]
Рідною мовою назвали:
| Мова        | Кількість осіб | Відсоток |
| ----------- | -------------- | -------- |
| українська  | 3739           | 99,20 %  |
| «русинська» | 1              | 0,03 %   |
| російська   | 24             | 0,64 %   |
| молдовська  | 2              | 0,05 %   |
| білоруська  | 2              | 0,05 %   |
| угорська    | 1              | 0,03 %   |
| інші        | 1              | 0,03 %   |

## Адміністрація
- 31.12.2020 р. — Глоботовський Василь Степанович староста Липчанського старостинського округу з центром в селі Липча, до складу якого входять території сіл Липча, Крайнє, Кривий, Осава.
- 2015 р. — 20.12.2020 р.- Малета Юрій Іванович (1978 р.н.) останній голова Липчанської сільської ради, до складу якої входили 4 населені пункти: с. Липча, с. Кривий, с. Крайнє та с. Осава. Інтереси громади представляли 22 депутати сільської ради.
- 2006 рік —  Белей Іван Юрійович (1950 р. н.) голова сільської ради. Інтереси громади представляли 20 депутатів сільської ради.

Джерела:
https://khust-miskrada.gov.ua/news/na-iii-plenarnomu-sesiynomu-zasidanni-novoobranoi-khusts-koi-mis-koi-rady-obrantsi-utvoryly-starostyns-ki-okruhy-ta-zatverdyly-starost/

## Релігія

### Жіночий монастир Різдва Пр. Богородиці 1925, 1991 (УПЦ)
Церква Різдва Пр. Богородиці 1995 (УПЦ)
У 1924 р. кілька черниць звернулися до владики Досифея в селі Іза з проханням заснувати жіночий монастир.
Ієромонах Пантелеймон (Георгій Кундря) випросив місце під монастир, частково оплативши його, у Марії Зейкан.
Основну турботу щодо заснування монастиря взяла на себе паніматка Параскева. Допоміг також староста села Олександр Липчей та його родичі. Архімандрит Олексій Кабалюк та ігумен Діонисій пожертвували 20 тисяч корон.
Освятили місце 5 червня 1925 p.
Черниця Параскева з 20 молодими дівчатами взялися за будівництво. Вже в кінці 1925 р. збудували церкву Різдва Пр. Богородиці та перші 6 келій.
Навесні 1926 р. закінчили другий корпус, кухню, трапезну і майстерню. Тоді в монастирі було 45 монахинь, а в 1930 р. понад 80.
У 1936 р. звели сьомий житловий корпус.
Монастир мав свій водяний млин, рибник, піч для випалювання цегли. Згодом збудували нову муровану церкву з вежею над входом, яка була увінчана цибулястою банею і дахами під шинґловим покриттям.
Іконостас до церкви виготовив І. Павлишинець.
У радянський період монастир перетворили в обласну санаторну школу-інтернат. Було збудовано два великі санаторні корпуси.
Церкву розібрали близько 1961 р.
Зі старих споруд збереглася лише каплиця Всіх руських святих.
З утворенням незалежної України частину будівель повернули монастирю. Збудовано дзвіницю, обладнано каплицю.
Напередодні 9 травня 1995 р. освячено новозбудовану церкву. Її з 1991 p. споруджував драгівський будівельник Василь Рішко.

### Церква Св. Трійці 1932 (УПЦ)
Муровану православну церкву збудували на місці розібраної кам'яної греко-католицької.
Іконостас виготовив відомий різьбяр І. Павлишинець. Але робив він його, очевидно, для греко-католицької церкви, бо в селі кажуть, що його звідти перенесли в православну церкву.
У 1969 р. Іван Андрішко розмалював церкву всередині.

### Юдейська громада
На пам'ять про чималу юдейську громаду в селі біля дороги залишилося кілька старих мацев на місці давнього цвинтаря-окописька.
Джерела:
- Поїздка в Мараморош //Православный Карпаторусский вестник. — Ужгород. — 1936. — № 3, 4. — С. 7.
- Спогади настоятельки жіночого Святого-Різдва-Богородичного монастиря. — С. 2.
- Довганич О., Хланта О. У жорнах сталінських репресій: З історії ліквідації греко-католицької церкви та її возз'єднання з РПЦ, переслідування інших релігійних громад у 40-50 рр. ХХ ст. /Передмова Бедя В. — Ужгород: Карпати-Гражда, 1999. — С. 46.
- Юрій Данилець Історії Липчанського монастиря. 2009 р.

## Газопровід «Союз»
Через село Липча проходить газопровід «Союз».

## Цегляний завод
Введений в експлуатацію в 2003 році.
Обладнання чехословацької фірми «Пшеровське Строерні» за технологією Lingl.
Потужність: 15 млн одиниць НФ.
Земельна ділянка: 12,1 га. З них: 2,8 га — власність; 9,3 га — оренда до 2055 року.
Основним видом  діяльності є (23.32) виробництво цегли, черепиці та інших будівельних виробів із випаленої глини.
Форма власності: Недержавна власність.
Керівник організації: Сабадаш Катерина Йосипівна.
Адреса: ТОВ «Липчанблок», Закарпатська обл., Хустський р-н., с. Липча, вул. Вакарова, 54.

## Природні ресурси

### Дерево ясен (200 років)
Біля головного приміщення школи (яку збудували 1956 року) росте могутнє дерево ясен, вік якого налічує понад 200 років. Товщина стовбура 443 см. А висота приблизно 35 м.

### Ліси та рослини
Переважають дубово-букові ліси, луки займають заплави річки Ріка, є зарості вільхи та верби ламкої.
Є рослини, що занесені до Червоної книги України — шафран Гейфеля, підсніжник, первоцвіт, нарцис вузьколистий.

### Дика фауна
В селі Липча багата і дика фауна — козуля європейська, куниця, вовк, кабан дикий, кіт лісовий, рись, з птахів — дятел, сойки, одут, кажани, сови, орли. У чистій воді річок зустрічаються короп, лящ, марена, головня, мінога.

### Птахи лелеки
Щороку до села прилітають з далекої Африки, щоб вивести своє потомство чудові, великі, розумні птахи-лелеки, які є окрасою сільської школи, бо живуть на її даху.

### Ставки
На території села є ставки, які використовують для розведення риби.

### Природні родовища
Село багате на родовища будівельних матеріалів, а саме пісковики, піски, гравій, галенчик, які добувають з руслових відкладів Ріки.
Є поклади цеолітів, які не розробляються, але в перспективі можуть використовуватися для очищення стічних вод, виробництва паперу, гуми, наповнювачів добрив, адсорбентів, що поглинають радіонукліди.

### Оленяча ферма
Між селами Липчею та Ізою розташована найбільша в Закарпатті оленяча ферма (на 130 північних оленів).

### Риф міоценового моря
В околицях зберігся риф міоценового моря (багряникові вапняки), що заслуговує на охорону як геолого-геоморфологічна пам'ятка.

## Історичні знахідки
На околиці села Липча виявлені крем'яні знаряддя епохи пізнього палеоліту (близько 20-15 тис. років тому).

## Відомі люди
- Дорчинець Дмитро Федорович (1937) — український та радянський діяч органів внутрішніх справ; голова Закарпатського облвиконкому (1992–1994).[джерело?]
- На кладовищі Різдва-Богородицького жіночого монастиря похований Феофан (Сабов) — український релігійний діяч, адміністратор Мукачівсько-Пряшівської єпархії.[джерело?]

## Туристичні місця
- Майстерня столярства династії Волошинів. Тут можна побачити інструменти з якими працює майстер. Широко представлені роботи в церкві с. Липча — двері, вікна, сходи, перила, лавочки, бесідки, моделі будиночків, Вертеп, підставки під ікони, обшивка.
- Майстерня «Виготовлення сувенірів». В оселі майстра можна побачити сувеніри, шкатулки, рамки, підсвічники, відерка, моделі дерев'яних вітряків, будиночків, з сухого дерева смереки, дуба. Кожна річ представляє собою шедевр.
- «Вишиванка». В оселі майстринь можна побачити традиційні давні і сучасні вишивані вироби (серветки, рушники, скатертини, ікони, картини — натюрморти, пейзажі, чоловічі та жіночі вишиванки).
- «Золота голка». В оселі майстрині можна побачити традиційні давні, сучасні вироби (серветки, скатерті, рушники весільні, великодні, ікони, картини — пейзажі, натюрморти, подушки, панно).